# Nomada obliterata
Nomada obliterata är en biart som beskrevs av Cresson 1863. Nomada obliterata ingår i släktet gökbin, och familjen långtungebin. Inga underarter finns listade i Catalogue of Life.